# Хорхе Луїс Борхес
Хорхе Франсіско Ісідоро Луїс Борхес Асеведо (ісп. Jorge Francisco Isidoro Luis Borges Acevedo; 24 серпня 1899, Буенос-Айрес — 14 червня 1986, Женева) — аргентинський прозаїк, поет і публіцист, один з найвидатніших письменників XX сторіччя.
У фантастичних за сюжетами новелах, вигадках-притчах (збірки «Вигадані історії», «Алеф», «Рядки піщинок, що біжать») створив свій світ «знань—лабіринту—загадок», у яких читач виступає і як співавтор, і як співзагадник. Активно використовуючи метафорику дзеркала і сну, збудував багатовідображені світи-намистини, нанизані на єдину нить.

## Біографія

### Дитинство

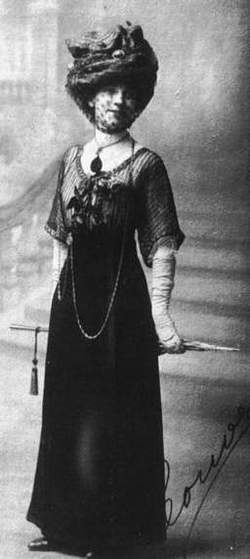
Мати Борхеса

Хорхе народився 24 серпня 1899 року в буенос-айреському районі Палермо у родині аргентинського адвоката Хорхе Гільєрмо Борхеса Аслама та шляхетної уругвайки Леонор Рити Асеведо Суарес. Велику частину дитинства Хорхе провів у домашній атмосфері, де було прийнято говорити як іспанською, так і англійською мовами. З раннього віку Хорхе Луїс захоплювався поезією, у віці чотирьох років навчився читати і писати.
1905 року Борхес розпочав навчання в англійської домашньої вчительки. Наступного року він написав своє перше оповідання «La visera fatal». У віці дев'яти років Борхес переклав з англійської на іспанську відому казку Оскара Вайльда «Щасливий принц», яку згодом було опубліковано у газеті «Ель Паїс». Сам Борхес так описав свій вступ до літератури:

«З самого мого дитинства, коли батько осліп, у нас в сім'ї мовчки малося на увазі, що мені належить здійснити в літературі те, чого обставини не дали зробити моєму батькові. Це вважалося само собою зрозумілим (а подібне переконання набагато сильніше, ніж просто висловлені побажання). Очікувалося, що я буду письменником. Почав я писати в шість або сім років.»

Навчання у школі Борхес розпочав у 9 років одразу з четвертого класу. Це був неприємний досвід для хлопчика, оскільки однокласники насміхалися з нього, а вчителі не могли навчити його нічого нового.

### Життя у Європі
1914 року батько Борхеса був вимушений покинути роботу, оскільки втратив зір, тому сім'я поїхала до Європи задля його лікування. Втікаючи від Першої світової війни родина осіла у Женеві, де Хорхе Луїс і його сестра Нора пішли до школи. Хлопець вивчив французьку і вступив до ліцею Жана Кальвіна, де захопився французькою реалістичною прозою, експресіоністською і символічною поезією, творчістю Рембо, Шопенгауера, Ніцше, Карлайла, Честертона, а також почав писати вірші французькою.
У 1919 сім'я Борхеса переїхала до Іспанії, де жила у Барселоні і Пальма-де-Мальорці. У Пальма-де-Мальорці Борхес написав дві книги, які не опублікував: «Los ritmos rojos» і «Los naipes del tahúr». У Мадриді і Севільї Борхес приєднався до ультраїстів — авангардної групи поетів, яка мала значний вплив на його творчість. 31 грудня 1919 року в журналі «Греція» був надрукований перший вірш Хорхе Луїса Борхеса.

### Повернення до Аргентини
Повернувшись до Аргентини 4 березня 1921 року, Борхес втілив ультраїзм у неримованих віршах про Буенос-Айрес. Вже в ранніх творах він проявляв блискучу ерудицію, знання мов і філософії, майстерно володів словом. У рідному місті Борхес продовжував друкуватися, а також заснував свій власний журнал «Призма», а згодом ще один під назвою «Проа».
1923 року напередодні поїздки до Європи Борхес опублікував свою першу книгу поезій «Жар Буенос-Айреса», до якої увійшли 33 вірші, а обкладинку до якої розробила його сестра.
Після року в Іспанії, Борхес остаточно переїхав до Буенос-Айреса, де він співпрацював з кількома періодичними виданнями і здобув репутацію найяскравішого представника молодих авангардистів. Втомившись від ультраїзму, Борхес намагався заснувати новий жанр літератури, де б поєднувалися метафізика і реальність. Але і від цього письменник швидко відійшов, почавши писати фантастичні і магічні твори.
1930 року Хорхе Луїс Борхес познайомився з 17-річним письменником Адольфо Бьйой Касаресом, який став його найкращим другом і співавтором багатьох творів.
У 1930-х роках Борхес написав велику кількість есе щодо аргентинської літератури, мистецтва, історії, кіно. Одночасно він почав вести колонку у журналі «El Hogar», де писав рецензії на книги іноземних авторів і біографії письменників. Для видавництва «Sur» Борхес переклав твори Вірджинії Вульф. 1937 року він видав Антологію класичної аргентинської літератури. У своїх творах з 1930-х років письменник почав поєднувати вигадку з реальністю, писав рецензії на неіснуючі книжки тощо.
Кінець 1930-х років став для Борхеса важким: спочатку він поховав бабусю, потім батька. Відтак він був змушений матеріально забезпечувати свою родину. За допомогою поета Франсіско Луїса Бернардеса 1938 року письменник влаштувався хранителем у муніципальну бібліотеку Мігеля Кане у буенос-айреському районі Альмагро, де проводив час, читаючи і пишучи книжки. Там же письменник ледь не загинув від сепсису, розбивши голову. Видужуючи від травми він написав декілька високо оцінених оповідань.
1940 року разом з Адольфо Біой Касаресом і Сильвіною Окампо, які цього ж року одружилися, Борхес видав Антологію фантастичної літератури, а також написав передмову до «Винаходу Мореля» Біой Касареса. 1941 року він опублікував Антологію аргентинської поезії і збірку оповідань «Сад переплетених стежок». Збірка була удостоєна національної літературної премії. Наступного року вийшла його книга «Шість головоломок для дона Ісидро Пароді» у співавторстві з Бйой Касаресом, яка була підписана псевдонімом Бустос Домек. Під назвою «Поеми (1923—1943)» Борхес опублікував свої поетичні роботи з трьох попередніх книг і опубліковані у журналі «Sur» і газеті «La Nación». Також разом з Бйой Касаресом вони видали антологію найкращих поліцейських історій. Твір «Ficciones» Борхеса отримав гран-прі Аргентинської спілки письменників.

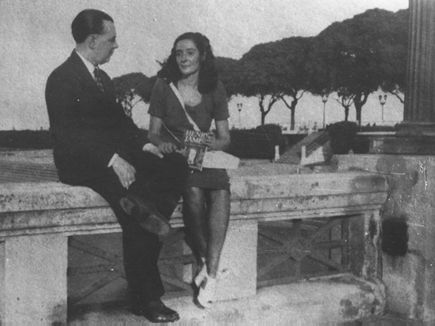
Естела Канто і Хорхе Луїс Борхес (1945)

У серпні 1944 року у гостях у Адольфо Біой Касареса і Сильвіни Окампо Борхес познайомився з Естелою Канто, у яку закохався. Естела надихнула Борхеса на написання оповідання «Алеф», яке вважається одним з його найкращих творів. Не зважаючи на спротив матері, Борхес запропонував Естелі одружитися, але цього так ніколи і не відбулося. 1952 року їхні стосунки завершилися.
1945 року у співавторстві з Сильвіною Буллріч Борхес опублікував «El compadrito», а наступного року разом з Біой Касаресом під псевдонімом Суарес Лінч — збірку поліцейських історій. Також він заснував журнал «Los Anales de Buenos Aires», який проіснував до грудня 1948 року.
Після приходу до влади Хуана Перона в 1946 році Борхес, який був в опозиції до нього, звільнений з посади в бібліотеці. Щоб забезпечити себе, він почав викладати англійську літературу в університеті.

### Зрілість

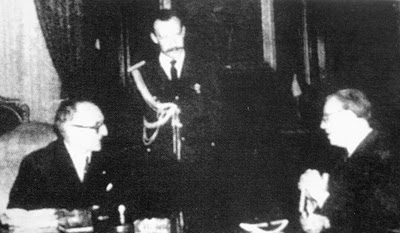
Борхес і президент Артуро Фрондісі (1958)

Початок 1950-х років ознаменувався визнанням таланту Борхеса в Аргентині і за її межами. 1950 року Аргентинська спілка письменників обрала його своїм президентом, яким він пробув три роки. У Парижі був надрукований перший переклад Борхеса французькою — «Вигадки» (ісп. Ficciones, 1944). У той же час у Буенос-Айресі вийшла серія оповідань «Смерть і бусоль», де боротьба людського інтелекту з хаосом постає як кримінальне розслідування. 1952 року письменник опублікував есе про особливості аргентинської іспанської «Мова аргентинців». 1953 року деякі оповіданні зі збірки «Алеф» перекладено французькою у вигляді книги «Хитросплетіння» (фр. Labyrinths). Того ж року видавництво «Emecé» починає публікувати повне зібрання творів Борхеса. 1954 року режисер Леопольдо Торре Нільссон зняв фільм «Дні ненависті» за оповіданням Борхеса.
1955 року після військового перевороту, який скинув уряд Перона, Борхес був призначений директором Національної бібліотеки Аргентини і обіймав цю посаду до 1973 року. На початку 1950-х років він повернувся до поезії; вірші цього періоду мають в основному елегійний характер, написані в класичних розмірах, з римою. У них, як і в решті його творів, переважають теми лабіринту, дзеркала і світу, що трактував як нескінченна книга.
У грудні 1955 року письменника було обрано членом Аргентинської академії письменства. Він активно писав і викладав на кафедрі німецької літератури в Університеті Буенос-Айреса. «Вигадки» перекладено італійською під назвою «Вавилонська бібліотека».
У цей же час на вершині своєї кар'єри Хорхе Луїс Борхес, як і його батько колись, втратив зір, лікар заборонив йому читати і писати. Ця обставина цілком змінила його літературну працю. Тим не менше, він не полишив свою письменницьку, викладацьку і дослідницьку діяльність.
1956 року він читав курс англійської літератури в Університеті Буенос-Айреса й отримав звання почесного доктора (Honoris causa) Університету Куйо, а також посаду президента Асоціації аргентинських письменників. Через свій відкритий антиперонізм і підтримку уряду Борхеса сильно критикували аргентинські письменники, зокрема Ернесто Сабато і Есек'єлем Мартінесом Естрадою. Протистояння Борхеса і Сабато тривало до 1973 року, коли вони видали спільну книжку.
У 1957—1960 роках Хорхе Луїс Борхес опублікував «Книгу вигаданих істот» і «Ділок», присвячені Леопольдо Лугонесу. Вийшла нова збірка його поезій, під його керівництвом відродився журнал «La Biblioteca», разом з Бйой Касаресом вони видали антологію «Книга небес і пекла», його твори продовжувались перекладатися різними мовами: французькою, німецькою, італійською.

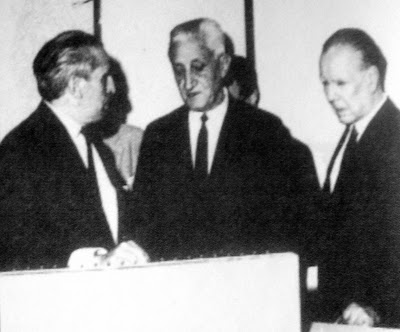
Борхес і президент Ільїя

1960 року Борхес вступив до Консервативної партії Аргентини.
У 1961 році Борхес розділив з С. Беккетом Міжнародну видавничу премію у розмірі 10 тисяч доларів США. Ця нагорода зробила письменника всесвітньо відомим і стимулювала переклад його творів багатьма мовами: шведською, норвезькою, данською, польською, португальською, івритом, фарсі, грецькою, словацькою, арабською тощо. Вийшла друком антологія Борхеса. Разом з матір'ю він був запрошений до США, де впродовж шести місяців читав курс аргентинської літератури.
1962 року відбулася прем'єра фільму «Людина з рожевої вулиці» (ісп. Hombre de la esquina rosada) за однойменним оповіданням Борхеса. Письменник закінчив біографію аргентинського класика Педро Боніфасіо Паласьйоса (Альмафуерте). 1963 року разом з матір'ю він вирушив до Європи, де взяв участь у численних конференціях, читав лекції і зустрічався з читачами. По поверненню у Буенос-Айрес Борхес завершив антологію поета Еварісто Карр'єго.
У співавторстві з Марією Естер Васкес письменник опублікував книги по англійській (1965) і середньовічній германській літературі (1966), а 1967 року разом з Естер Семборайн — книгу по північноамериканській літературі. Також вийшли його «Хроніки Бустоса Домека» у співавторстві з Бйой Касаресом і книга танго та мілонг «Для шести струн».
21 вересня 1967 року 68-річний Борхес обвінчався з 57-річною вдовою Ельсою Астете Мільян. Спочатку пара жила у будинку письменника разом з його матір'ю, але згодом через постійні сварки з нею вони були вимушені переїхати. Втім, це не врятувало шлюб і він розпався у жовтні 1970 року.
1968 року Борхес подорожував Чилі, Європою і Ізраїлем, де виступав з публічними лекціями. Того ж року вийшов фільм «Вторгнення» за сценарієм Борхеса і Бйой Касареса. 1969 року вийшов переклад «Листя трави» Волта Вітмена, зроблений Борхесом і проілюстрований Антоніо Берні. 1970 року вийшла збірка оповідань Борхеса «Повідомлення Броуді» (ісп. El Informe de Brodie). Його пізні вірші опубліковані в збірках «Ділок» (ісп. El Hacedor, 1960), «Хвала тіні» (ісп. Elogia de la Sombra, 1969) і «Золото тигрів» (ісп. El oro de los tigres, 1972).

### Останні роки
1972 року Хорхе Луїс Борхес поїхав до США, де отримав численні відзнаки і прочитав лекції у кількох університетах. 1973 року він отримав звання почесного громадянина Буенос-Айреса і пішов з посади директора Національної бібліотеки.

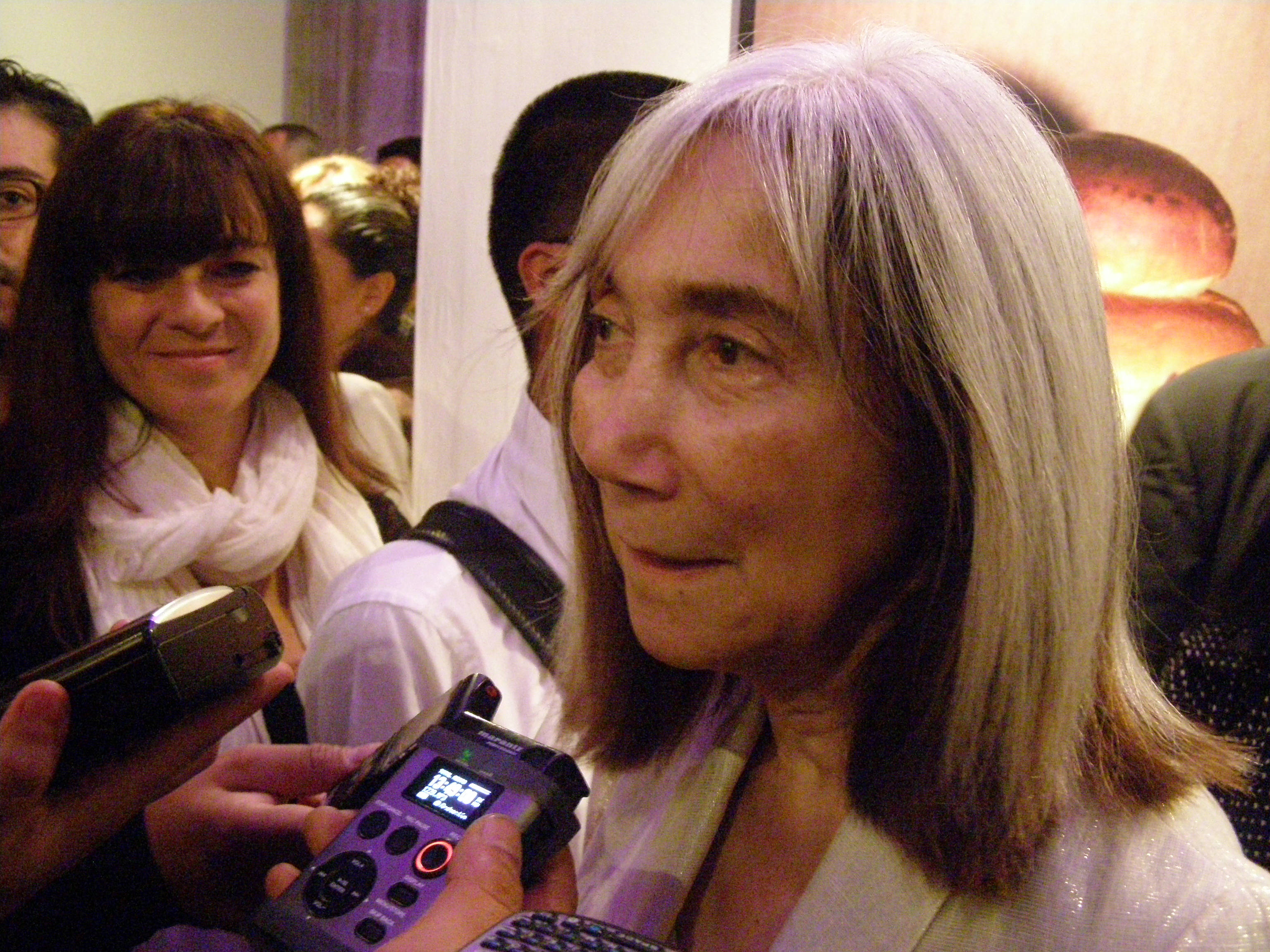
Марія Кодама

1975 року відбулася прем'єра фільму «Мрець» Ектора Олівери за однойменним оповіданням Борхеса. Того ж року у віці 99 років померла мати письменника. З цього моменту у подорожах його супроводжувала колишня співучениця Марія Кодама, з якою він одружився 26 квітня 1986 року.
У 1979 році Борхес отримав Премію Сервантеса — найпрестижнішу в іспаномовних країнах нагороду за заслуги в царині літератури. Його останньою прижиттєвою публікацією була книга «Атлас» (ісп. Atlas, 1985) — збірка віршів, фантазій і дорожніх нотаток.
1986 року видатний аргентинець переїхав до Женеви, де й помер 14 червня у віці 86 років від раку печінки і емфіземи легень. У лютому 2009 року було запропоновано перепоховати рештки Хорхе Луїса Борхеса на буенос-айреському кладовищі Реколета, але через рішучу відмову вдови письменника проєкт не було реалізовано.

## Твори

### Збірки оповідань
- 1935 — Historia universal de la infamia / Загальна історія ганьби
- 1944 — Ficciones / Вигадки
- 1949 — El Aleph / Алеф
- 1951 — La muerte y la brújula / Смерть і бусоль
- 1970 — El informe de Brodie / Повідомлення Броуді
- 1975 — El libro de arena / Книга піску (український переклад Сергія Борщевського)
- 1983 — La memoria de Shakespeare / Пам'ять Шекспіра

### Есе
- 1925 — Inquisiciones / Розслідування
- 1926 — El tamaño de mi esperanza / Розміри моєї надії
- 1928 — El idioma de los argentinos / Мова аргентинців
- 1930 — Evaristo Carriego / Еварісто Карр'єго
- 1932 — Discusión / Обговорення
- 1936 — Historia de la eternidad / Історія вічності
- 1952 — Otras inquisiciones / Нові розслідування
- 1980 — Siete noches / Сім вечорів
- 1982 — Nueve ensayos dantescos / Дев'ять есе про Данте
- 1984 — Atlas / Атлас

### Поезії
- 1923 — Fervor de Buenos Aires / Жар Буенос-Айреса
- 1925 — Luna de enfrente / Місяць навпроти
- 1929 — Cuaderno San Martín / Зошит площі Сан-Мартін
- 1960 — El Hacedor / Творець
- 1964 — El otro, el mismo / Інший, той самий
- 1965 — Para las seis cuerdas / Для шести струн
- 1969 — Elogio de la sombra / Похвала тіні
- 1972 — El oro de los tigres / Золото тигрів
- 1975 — La rosa profunda / Потаємна троянда
- 1976 — La moneda de hierro / Залізна монета
- 1977 — Historia de la noche / Історія ночі
- 1977 — Adrogué / Адроґе
- 1981 — La cifra / Криптографія
- 1985 — Los conjurados / Змовники

### Антології
- 1961 — Antología personal / Персональна антологія
- 1968 — Nueva antología personal / Нова персональна антологія
- 1976 — Libro de sueños / Книга снів
- 1986 — Textos cautivos / Приховане
- 2000 — Borges en el hogar / Есеї і рецензії для «El Hogar» (1936 — 1939)

### Кіносценарії
- 1939 — Los orilleros (у співавторстві з Адольфо Бйой Касаресом)
- 1940 — El paraíso de los creyentes (у співавторстві з Адольфо Бйой Касаресом)
- 1969 — Invasión (у співавторстві з Адольфо Бйой Касаресом і Уго Сантьяго)
- 1972 — Les autres (у співавторстві з Уго Сантьяго)

### Переклади
Хорхе Луїс Борхес володів кількома мовами і впродовж життя переклав іспанською твори таких письменників:
| - Оскар Вайльд - Едгар Алан По - Франц Кафка - Джеймс Джойс - Герман Гессе - Редьярд Кіплінг - Герман Мелвілл | - Андре Жид - Вільям Фолкнер - Волт Вітмен - Вірджинія Вульф - Анрі Мішо - Джек Лондон - Густав Майрінк | - Новаліс - Марсель Швоб - Джордж Бернард Шоу - Мей Сінклер - Джонатан Свіфт - Герберт Веллс - Гілберт Кіт Честертон |

### Твори у співавторстві
- Índice de la poesía americana, разом з Вісенте Уйдобро й Альберто Ідальго
- Antología clásica de la literatura argentina (1937), разом з Педро Енрікесом Ураньєю
- Antología de la literatura fantástica (1940), разом з Адольфо Бйой Касаресом і Сильвіною Окампо
- Antología poética argentina (1941), разом з Адольфо Бйой Касаресом і Сильвіною Окампо
- Seis problemas para don Isidro Parodi (1942), разом з Адольфо Бйой Касаресом
- El compadrito (1945), разом з Сильвіною Буллріч
- Dos fantasías memorables (1946), разом з Адольфо Бйой Касаресом
- Un modelo para la muerte (1946), разом з Адольфо Бйой Касаресом
- Antiguas literaturas germánicas (1951), разом з Делією Інхеньєрос
- El idioma de Buenos Aires (1952), разом з Хосе Едмундо Клементе
- El Martín Fierro (1953), разом з Маргаритою Герреро
- Poesía gauchesca (1955), разом з Адольфо Бйой Касаресом
- Cuentos breves y extraordinarios (1955), разом з Адольфо Бйой Касаресом
- El paraíso de los creyentes (1955), разом з Адольфо Бйой Касаресом
- Leopoldo Lugones (1955), разом з Бетіною Едельберг
- Los orilleros (1955), разом з Адольфо Бйой Касаресом
- La hermana Eloísa (1955), разом з Луїзою Мерседес Левінсон
- Manual de zoología fantástica (1957), разом з Маргаритою Герреро
- Los mejores cuentos policiales (1943, 1956), разом з Адольфо Бйой Касаресом
- Libro del cielo y del infierno (1960), разом з Адольфо Бйой Касаресом
- Introducción a la literatura inglesa (1965), разом з Марією Естер Васкес
- Literaturas germánicas medievales (1966), разом з Марією Естер Васкес
- Introducción a la literatura norteamericana (1967), разом з Естелою Семборайн де Торрес
- Crónicas de Bustos Domecq (1967), разом з Адольфо Бйой Касаресом
- El libro de los seres imaginarios (1967), разом з Маргаритою Герреро
- ¿Qué es el budismo? (1976), разом з Алісією Хурадо
- Diálogos (1976), разом з Ернесто Сабато
- Nuevos cuentos de Bustos Domecq (1977), разом з Адольфо Бйой Касаресом
- Breve antología anglosajona (1978), разом з Марією Кодама
- Atlas (1985), разом з Марією Кодама

## Українські переклади
- Хорхе Луїс Борхес. Безсмертний. Пер. Юрка Покальчука / журнал «Всесвіт» № 2, 1976.
- Алеф: прозові твори: пер. з ісп. / Хорхе Луїс Борхес. — Харків: Фоліо, 2008. — 572 с. — (Бібліотека світової літератури). — ISBN 978-966-034-422-8.
- Вибрані поезії / Хосе Луїс Борхес; пер. з ісп. С. Борщевського. — Львів: Кальварія, 2013. —  158 с. : портр. — ISBN 978-966-663-420-0.
- Хорхе Луїс Борхес. «Зайда», «Хуан Муранья». — «Всесвіт» № 3-4, 2016. Переклала Галина Грабовська
- Вигадані історії: Оповідання/ Хорхе Луїс Борхес; Пер. з ісп. В. Шовкуна; прим. С. Борщевського. — К. : Видавнича група КМ-Букс, 2016. — 192 с.
- Алеф: Оповідання/ Хорхе Луїс Борхес; Пер. з ісп. В. Шовкуна; прим. С. Борщевського. — К. : Видавнича група КМ-Букс, 2016. — 192 с.
- Книга вигаданих істот / Х. Л. Борхес; пер. з ісп. С. Борщевського. — Львів: Видавництво Старого Лева, 2017. — 240 с. — ISBN 978-617-679-297-0[24].
- Шість головоломок для дона Ісидро Пароді / Х. Л. Борхес, А. Б. Касарес; пер. з ісп. С. Чубай, з коментарями М. Кіяновської. — Львів : Видавництво Старого Лева, 2017. — 224 с. — ISBN 978-617-679-424-0[25].
- Книга Піску. Пам'ять Шекспіра / Х. Л. Борхес; пер. з ісп. С. Борщевського. — Львів : Видавництво Старого Лева, 2018. — 160 с. — ISBN 978-617-679-471-4.
- Хорхе Луїс Борхес. «Сім вечорів» — К.: Видавництво Анетти Антоненко, 2019, 128 с. ISBN 978-617-765-419-2. Переклав Сергій Борщевський.
- Хорхе Луїс Борхес. «Повідомлення Броуді» — К.: Видавництво Анетти Антоненко, 2020, 96 с. ISBN 978-617-765-449-9. Переклала Галина Грабовська.
- Хорхе Луїс Борхес. «Приватна книгозбірня. Передмови». — К.: Видавництво Анетти Антоненко, 2023, 136 с. ISBN 9786175530191. Переклала Галина Грабовська.
- Хорхе Луїс Борхес. «Борхес, неписаний». — К.: Видавництво Анетти Антоненко, 2024. — 76 с. ISBN 9786175530467. Переклала Галина Грабовська.
- Хорхе Луїс Борхес. «Прологи, з прологом прологів». — К.: Видавництво Анетти Антоненко, 2024. — 208 с. ISBN 9786175530498. Переклала Галина Грабовська.